# Glypta patula
Glypta patula är en stekelart som beskrevs av Dasch 1988. Glypta patula ingår i släktet Glypta och familjen brokparasitsteklar. Inga underarter finns listade i Catalogue of Life.